# CYBER SONGMAN

真人风格的产品封面

CYBER SONGMAN是第一款山葉公司推出的能发出纯正美式英语口音的男性VOCALOID歌声数据库。产品以一張美國Hip Hop歌手的唱片封面為主圖像。该声库与之前发售的Cyber Diva为同一系列产品。在发售之前，Big Al是唯一具有美式英语口音的男性歌手。
产品于10月31日正式发售，在发售前从未在VOCALOID Store中透露任何消息。

## 数据库
《VOCALOID CYBER SONGMAN II》是以合成出标准英语的男性歌声为目标开发，歌声中拥有清楚的低音、自由且輕易調整的中音和清脆的高音。
其拥有VOCALOID 4所有的「Growl」功能，這個特色使在搖滾、藍調或是特定的曲風都相當富有音樂性表現。
他“吸取”美国母语者的能力，能发出地道的美式英语口音。在以往的VOCALOID中，歌声的产生是采用接近英式英语的发音和符号，但用户可使用这款新产品中，在VOCALOID4 Editor或是VOCALOID4 Editor for Cubase下更改CYBER SONGMAN专用的用户词典，可制作出自然的美式英语歌声。
此外，他还有两个扩展音素：[4]和[@l]。[4]是美式英语中t的发音。被用在像“better”的单词里，不发出T和D的发音。
[@l]是[l]的音节。被用在像“apple”的单词里。
| 歌声数据库   | 擅长节奏/BPM | 擅长音域 | XSY组  |
| ------------ | ------------ | -------- | ------ |
| CYBERSONGMAN | 70～190      | A1～A3   | 不適用 |

### 试听曲
试听曲伴随产品发售公开。
| 曲序 | 曲目          |                    | 作曲                 | 时长 |
| ---- | ------------- | ------------------ | -------------------- | ---- |
| 1.   | Rinse, Repeat | Crusher-P          | The Living Tombstone | 4:16 |
| 2.   | Fighter       | YusukeKira;cheesum | YusukeKira           | 3:20 |